# Life is Sweet
Life is Sweet (Alternativtitel: Das süße Leben, Das Leben ist süß, Life is sweet – Das Leben ist süß) ist eine britische Tragikomödie aus dem Jahr 1991. Regie führte Mike Leigh, der ebenfalls als Drehbuchautor angegeben wird.

## Handlung
Andy (Jim Broadbent), ein leitender Koch in einem großen Londoner Gastronomiebetrieb, kauft von einem anrüchigen Bekannten namens Patsy (Stephen Rea) einen baufälligen Fast-Food-Wagen. Er plant, ihn zu reinigen, zu restaurieren und in Betrieb zu nehmen. Wendy (Alison Steadman), seine hart arbeitende, gutmütige und zu ironischen Anspielungen neigende Ehefrau, steht dem Projekt zwar skeptisch gegenüber, versteht aber die Ambitionen ihres Mannes. Die 22-jährigen Zwillingstöchter (Natalie und Nicola) haben grundverschiedene Einstellungen: Die burschikose Natalie (Claire Skinner) hält es für eine gute Idee, wenn es ihren Vater glücklich macht, während die verbitterte, verschlossene Nicola (Jane Horrocks) Andy verächtlich und typisch als "Kapitalist!" abtut. Spät in der Nacht stopft sich eine verängstigte Nicola mit Schokolade und Snacks voll und zwingt sich dann, sich zu übergeben. Natalie, die im Nebenzimmer wach ist, belauscht sie.
Aubrey (Timothy Spall), ein hyperaktiver, aber emotional labiler Freund der Familie, eröffnet ein Pariser Themenrestaurant namens The Regret Rien. Wendys und Andys vorsichtiges Vertrauen in das Vorhaben wird durch Aubreys unorthodoxe Herangehensweise an die Inneneinrichtung (eine überladene, halb realisierte Kombination aus veralteten französischen Klischees, wie z. B. ein Fahrrad im Erkerfenster, und geschmacklosen viktorianischen Elementen, wie z. B. ein ausgestopfter Katzenkopf, der von zerbrochenen Akkordeon-Leuchtern eingerahmt wird) und durch seine Speisekarte untergraben. Seine einzigartig groteske Interpretation der Exzesse der Nouvelle Cuisine umfasst Gerichte wie Wirsing auf einem Bett aus Litschis, Leber in Lagerbier und Schweinezyste.
Am Nachmittag, während der Rest der Familie bei der Arbeit ist, kommt Nicolas Liebhaber (ungenannt, gespielt von David Thewlis) ins Haus der Familie, um Sex mit ihr zu haben. Es scheint, dass Nicola nur durch eine Kombination aus leichten Fesseln und dem Verzehr von Schokoladenaufstrich auf ihrer Brust erregt werden kann – eine Praxis, der er nur widerwillig zustimmt. Schließlich verliert er die Geduld mit ihr und wirft ihr vor, sie sei "ein bisschen leer" und unfähig, ein ernsthaftes, erwachsenes Gespräch zu führen oder sich seine Gesellschaft zu gönnen. Sie lässt ihn bluffen und verliert: Frustriert, aber entschlossen, verlässt er sie und ihr fragiler emotionaler Zustand verschlechtert sich weiter.
Die Eröffnung von The Regret Rien ist ein Desaster. Wendy hat ihre Hilfe angeboten, als Aubreys Kellnerin ihn kurzfristig im Stich gelassen hat; sie ist mit ihrem Freund nach Prag gefahren. Aubrey hat vergessen, die Eröffnung des Restaurants anzukündigen, mit dem Ergebnis, dass keine Kunden kommen. Aubrey betrinkt sich hoffnungslos, geht auf den Bürgersteig und wettert gegen die Welt, sagt Wendy, dass er auf sie steht, beginnt sich auszuziehen und fällt in Ohnmacht, "ein zitternder, schluchzender, gallertartiger Klumpen der Enttäuschung"[3]. Wendy muss sich nicht nur mit ihm, sondern auch mit seiner mürrischen und passiven Sous-Chefin/Hündin Paula (Moya Brady) herumschlagen.
In der Zwischenzeit sind Andy und Patsy in die örtliche Kneipe gegangen, wo Andy sich uncharakteristisch, aber nachdrücklich betrinkt. Wendy kommt von der katastrophalen Eröffnung von Aubreys Restaurant nach Hause und findet Andy schlafend in dem heruntergekommenen Fast-Food-Wagen in der Einfahrt: Entnervt von dem bizarren Abend, verliert sie die Beherrschung.
Die phlegmatische und trockenhumorige Natalie genießt ihre unkonventionelle Arbeit als Klempnerin, die einfachen Freuden eines Pints und einer Partie Billard und träumt von einer Reise in die USA. Im Gegensatz dazu wird die zappelige und isolierte Nicola zunehmend unruhig, aggressiv und zurückgezogen, und Wendy konfrontiert sie schließlich damit. Im Laufe der langen und quälenden Konfrontation macht Wendy Nicola klar, dass sie sich große Sorgen um sie macht und sich fragt, warum sie sich nicht für die Dinge einsetzt, an die sie zu glauben vorgibt. Sie erzählt Nicola von dem Kampf, den sie und Andy ertragen mussten, um für ihre kleinen Töchter zu sorgen – was dazu führte, dass Wendy nie aufs College ging und Andy in einem "Job arbeitete, den er hasst." Es stellt sich heraus, dass Nicola während einer früheren Phase ihrer Bulimie fast verhungert wäre. Beschämt und wütend ist Nicola überzeugt, dass Wendy und der Rest der Familie sie hassen. Stattdessen sagt ihr die verzweifelte Wendy: "Wir hassen dich nicht! Wir lieben dich, du dummes Mädchen!" und verlässt tief verärgert den Raum. Der brüchige Verhaltenspanzer, mit dem Nicola ihre Psyche geschützt hat, ist nun zerbrochen, und sie bricht schluchzend zusammen.
In der Zwischenzeit sieht man Andy, wie er bei der Arbeit in der Küche mit Energie und Autorität vorgeht, aber er rutscht auf einem Löffel aus und bricht sich den Knöchel. Wendy nimmt die Nachricht mit ihrer charakteristischen Mischung aus Mitleid und Belustigung auf. Sie fährt ihn vom Krankenhaus nach Hause; mit Hilfe von Natalie macht sie es ihm bequem und geht dann zu Nicola, die immer noch in ihrem Zimmer liegt. Mutter und Tochter versöhnen sich.
Der Film endet damit, dass Natalie und Nicola friedlich in der Abendsonne im Garten sitzen. Natalie meint, dass Nicola ihren Eltern gegenüber ihre Bulimie eingestehen müsse. Dann fragt sie Nicola: "Willst du etwas Geld?" und Nicola nimmt dankbar an, das erste Mal im Film, dass sie ein Hilfsangebot annimmt.

## Cast
Alison Steadman als Wendy. Sie arbeitet in einem Geschäft für Babykleidung und unterrichtet einen Tanzkurs für kleine Kinder. Sie ist der emotionale Kern der Familie, kichert und redet ununterbrochen. Alles um sich herum kommentiert sie amüsiert, ist hinter dieser Fassade aber auch ernstlich um das Wohlergehen ihrer Familie besorgt, besonders um das ihrer unruhigen Tochter Nicola. Sie liebt ihren Mann, erkennt aber, dass es ihm an Elan und Unternehmergeist fehlt; sie beschreibt ihn als Mann mit "zwei Geschwindigkeiten, langsam und stopp".
Jim Broadbent als Andy, Wendys Ehemann und ein professioneller Chefkoch in einer Großküche. Andy wird als liebevoller, aber etwas ineffektiver Ehemann und Vater dargestellt, der gerne in seinem Schuppen bastelt, Bauten am Haus plant und kaputte Dinge kauft, die er zu einem unbestimmten Zeitpunkt zu reparieren gedenkt. Im Gegensatz dazu zeigen die Szenen, die Andy bei der Arbeit zeigen, ihn als hochkompetenten Chefkoch.
Claire Skinner als Natalie, die Tochter von Andy und Wendy, eine Klempnerin, die ihre Freizeit damit verbringt, Billard zu spielen und mit ihren männlichen Arbeitskollegen zu trinken. Sie zeigt kein Interesse an Verabredungen oder einer Romanze, sondern liest nachts in ihrem Zimmer Reisebroschüren über die Vereinigten Staaten. Natalie wird von ihrer Mutter als "glücklich" beschrieben, aber sie ist die einzige Hauptfigur im Film, die nie lächelt.
Jane Horrocks als Nicola, Natalies Zwillingsschwester. Nicola weigert sich aus ideologischen Gründen zu arbeiten, ist extrem dünn, raucht ständig, isst ihre Mahlzeiten getrennt von den anderen und kritisiert das Verhalten aller um sie herum, hauptsächlich aufgrund einer oberflächlichen Art von politischer Korrektheit. Ihr Lieblingsausdruck ist "Schwachsinn!". Schon früh stellt sich heraus, dass Nicola an Bulimie leidet; sie bewahrt einen verschlossenen Koffer voller Snacks und Süßigkeiten unter ihrem Bett auf, die sie spät nachts verschlingt und sofort wieder erbricht.
Timothy Spall als Aubrey, ein alter Freund der Familie. Aubrey ist nervös, zappelig und hat eine schlechte Impulskontrolle, oft zerstört er wahllos Gegenstände in der Nähe; die andere Art, wie er seine Spannungen ablässt, ist, indem er sehr schlecht Schlagzeug spielt. Er hält sich für ein kulinarisches "Genie", aber seine Kochkünste sind exzentrisch bis ungenießbar, und es mangelt ihm an grundlegenden sozialen Fähigkeiten; zu Beginn des Films besucht er Wendy unter dem Vorwand, ihr eine Ananas zu schenken, von der er vermutet, dass sie "in der Mache" ist, während er sie zwischen den Händen zerquetscht, als wäre sie ein American Football. Er scheint sowohl für Wendy als auch für Nicola und seine Hilfsköchin unerwiderte Begierden zu hegen.

## Kritiken
Roger Ebert schrieb in der Chicago Sun-Times vom 24. Dezember 1991, Mike Leigh arbeite auf eine einzigartige Weise: Er versammle die Schauspieler, die wochen- und monatelang improvisieren und am Drehbuch mitarbeiten würden. Der Film beinhalte mehr Humor und mehr Schärfe, als die meisten Drehbuchautoren es wagen würden. Er sei einer der besten Filme des Jahres. Der Film sei derart „witzig, spontan und frei“, als ob er von einem Millionär zum Spaß produziert worden wäre und zeige, welche Filme man ohne Zwänge des üblichen Produktionsprozesses machen könne.
Die Zeitschrift Cinema schrieb, der Film sei eine „Sozialsatire über Britanniens Kleinbürger“ und eine „schrille Attacke auf den ‚gelobten‘ Thatcherismus“.
Prisma bescheinigt dem Regisseur Mike Leigh „Ohne großen Wert auf tolle Bilder oder eine perfekte Inszenierung zu legen, gelang [ihm] eine warmherzige und sensible Tragikomödie. Leigh zeigt alltägliche menschliche Schwächen und Stärken einer typisch britischen Mittelschichtfamilie.“

## Auszeichnungen
Jane Horrocks gewann im Jahr 1991 als Beste Nebendarstellerin den Los Angeles Film Critics Association Award. Mike Leigh gewann 1992 die dänische Bodil und wurde für den Independent Spirit Award nominiert. Der Film gewann 1992 als Britischer Film des Jahres den London Critics Circle Film Award. Alison Steadman, Jane Horrocks und der Film als Bester Film gewannen 1992 den US-amerikanischen National Society of Film Critics Award.
Das British Film Institute wählte Life is Sweet im Jahr 1999 auf Platz 95 der besten britischen Filme aller Zeiten.

## Hintergründe
Der Film wurde im Londoner Stadtbezirk Enfield gedreht. Seine Weltpremiere fand am 11. September 1991 auf dem Toronto International Film Festival statt. Der Film spielte in den Kinos der USA ca. 1,5 Millionen US-Dollar ein.